# (469333) 2000 PE30
(469333) 2000 PE30, também escrito como (469333) 2000 PE30, é um objeto transnetuniano (TNO) que está localizado no disco disperso, uma região do Sistema Solar. Ele possui uma magnitude absoluta de 6,1 e tem um diâmetro estimado com cerca de 265 km. O astrônomo Mike Brown lista este corpo celeste em sua página na internet como um candidato a possível planeta anão.

## Descoberta
(469333) 2000 PE30 foi descoberto no dia 05 de agosto de 2000 pelo astrônomo M. J. Holman.

## Órbita
A órbita de (469333) 2000 PE30 tem uma excentricidade de 0,340 e possui um semieixo maior de 54,083 UA. O seu periélio leva o mesmo a uma distância de 35,681 UA em relação ao Sol e seu afélio a 72,485 UA.